# Artrologia
Artrologia (do grego ἄρθρον, arthros, articulação, e λόγος, logos, estudo) ou Sindesmologia é o ramo da anatomia que estuda as articulações do corpo humano e todo o seu conjunto de movimentos. Talvez, mais do que qualquer outro assunto de anatomia, a artrologia ilustra a estreita relação entre estrutura e função, pois a artrologia é o estudo de como os ossos são unidos para permitir ou impedir o movimento.
A ideia de que a morfologia das superfícies articulares está fortemente relacionada à cinemática ajudou a definir a disciplina da artrologia - o estudo da estrutura e função das articulações do esqueleto. Outro foco de estudo da artrologia é o estudo dos mecanismo de lubrificação das articulações como pares de fricção eficazes.

## Articulações
A articulação é o conjunto de partes moles e duras, por meio das quais dois ou mais ossos próximos são unidos, sendo esta a conexão funcional entre os ossos do esqueleto. Suas principais funções são: permitir o deslocamento do corpo no espaço, possibilitar o deslocamento dos ossos entre si e também permitir a correta postura corporal.
Uma articulação é uma estrutura que funciona como elemento de ligação de diferentes partes ósseas ou cartilaginosas do esqueleto. As articulações geralmente envolvem a ideia de movimento, mas também funcionam como um elemento firme de fixação para a união dos ossos.
Elas desempenham um papel importante nos movimentos do corpo, desde respirar e caminhar até tarefas evolutivamente complicadas, como o uso de ferramentas.
As articulações podem ser classificadas de acordo com sua localização topográfica:
- Articulação da coluna vertebral
- Articulação da cabeça
- Junta do peito
- Junta dos membros, superior e inferior

Elas também podem ser classificadas de acordo com seu grau de mobilidade:
- Imóvel (sintrose): elas são geralmente encontradas no crânio e face, estas são divididas em sindesmose (desenvolvem-se no tecido conectivo do crânio, por exemplo, A. parieto-parietal, parieto-frontal, etc. ) e sincondrose (ocorre quando o tecido mesiático é transformado em tecido cartilaginoso. Ex: processo estilóide esfeno-occipital, temporal).
- Semi-móvel (anfiartrose): são divididas em anfiartrose típica ou verdadeira, na qual as superfícies articulares são unidas por fibrocartilagem interóssea e coberta por cartilagem hialina (Ex: junção entre vértebras). Há também a diartroanfiatrose, na qual as superfícies articulares, em vez de serem contínuas, têm uma fenda na parte central (por exemplo, sínfise púbica).
- Móveis (diartrose): são geralmente as articulações dos ossos que servem de "alavancas", caracterizam-se, porque para que funcionem devem ter certos elementos anatômicos: superfícies articulares (parte de ossos próximos entre si) cartilagem hialina (cartilagem fibrosa que cobre uma certa parte dos ossos próximos), ligamento capsular ou cápsula (tecido conjuntivo fibroso que envolve as superfícies articulares para que não danifiquem umas às outras).

As diartroses mais conhecidas são: enartrose: (por exemplo, articulação escápulo-umeral, coxo-fêmur), sendo uma articulação que possui uma esfera que permite todos os movimentos. condiloartrose: (por exemplo, côndilo do úmero com a cúpula do rádio) tem todos os movimentos, exceto a rotação. Trocleartroses: (por exemplo, tróclea do úmero com a cavidade sigmóide maior que a ulna) os movimentos que você pode fazer são apenas; flexão e extensão. outra diartrose: trocoides, artrodes, rendas recíprocas.
As articulações de acordo com a sua conformação são divididas em:
- Cartilaginosas: Eles preservam a montagem óssea por meio de uma cartilagem e não possuem cavidade sinovial.
- Fibrosas: Eles seguram os ossos juntos graças ao tecido conjuntivo fibroso, que contém abundantes fibras de colágeno, e não possui cavidade sinovial.
- Sinoviais: Os ossos que formam este tipo de articulação têm uma cavidade sinovial; eles são mantidos juntos pela ação do tecido conjuntivo denso e regular de uma cápsula articular e, muitas vezes, pelo trabalho dos ligamentos.